# Marino Palese
Marino Palese (Cavazzo Carnico, 3 marzo 1958) è un ex calciatore italiano, di ruolo centrocampista.

## Carriera
Ha giocato in Serie A con la maglia del Lecce, Cesena, Como e Catanzaro.
Ha giocato anche con Atalanta, Mantova, Rende, Udinese, Biellese e Virescit Boccaleone e Sassari Torres.
In carriera ha totalizzato complessivamente 46 presenze e 3 reti in Serie A e 110 presenze e 6 reti in Serie B, e ha conquistato per due annate consecutive la promozione in Serie A (col Como nel 1983-1984 e col Lecce nel 1984-1985).

## Palmarès

### Competizioni nazionali
- Campionato italiano Serie C: 1

Udinese: 1977-1978 (girone A)
- Coppa Italia Semiprofessionisti: 1

Udinese: 1977-1978

### Competizioni internazionali
- Coppa Anglo-Italiana: 1

Udinese: 1978